# Hokkaidō Tankō Tetsudō
Die Hokkaidō Tankō Tetsudō (jap. 北海道炭礦鉄道, „Hokkaidō-Bergwerk- und Eisenbahngesellschaft“) war ein japanisches Unternehmen, das in den Bereichen Eisenbahnverkehr, Steinkohlenbergbau und Frachtschifffahrt tätig war. Es betrieb von 1889 bis 1906 mehrere Eisenbahnstrecken auf der Insel Hokkaidō, die eine Länge von rund 330 km erreichten.

## Geschichte
Das Unternehmen wurde am 18. November 1889 in Sapporo gegründet. Wenige Wochen später, am 11. Dezember 1889, erwarb es vom japanischen Staat die Bahngesellschaft Kan’ei Horonai Tetsudō und das östlich von Iwamizawa gelegene Horonai-Kohlebergwerk. Die übernommene Bahnstrecke war die älteste Hokkaidōs; sie führte vom Bergwerk über Iwamizawa und Sapporo zum Hafen von Otaru. Die Eröffnung der ersten selbst errichteten Bahnstrecke erfolgte am 5. Juli 1891; sie führte von Iwamizawa über Sunagawa zu weiteren Kohlevorkommen bei Utashinai. Am 1. Februar 1892 kam eine kurze Zweigstrecke von Sunagawa zur Sorachi-Brücke südlich von Takikawa hinzu.
Die Länge des Streckennetzes verdoppelte sich am 1. August 1892 mit der Eröffnung der Strecke von Iwamizawa über Oiwake und Tomakomai nach Muroran, wo ein weiterer Hafen entstanden war. Zur Erschließung eines zweiten Kohlereviers baute das Unternehmen eine Strecke zwischen Oiwake und Yūbari, die am 1. November 1892 in Betrieb ging. Eine kurze Verlängerung innerhalb von Muroran komplettierte am 1. Juli 1897 das Streckennetz der Hokkaidō Tankō Tetsudō. Am 1. Oktober 1906 wurden sämtliche Bahnstrecken verstaatlicht und unter die Kontrolle des Eisenbahnamtes des Kabinetts (das spätere Eisenbahnministerium) gestellt.
Nach der Abtretung des Eisenbahngeschäfts benannte sich das Unternehmen in Hokkaidō Tankō Kisen (北海道炭礦汽船, „Hokkaidō-Bergwerk- und Dampfschiff-Gesellschaft“) um. Es blieb weiterhin im Steinkohlenbergbau tätig und betrieb eine Flotte von Frachtschiffen, später auch zwei Stahlwerke. Auf dem Höhepunkt in den 1950er Jahren besaß das Unternehmen 18 Bergwerke und beschäftigte 25.000 Personen. Krisen in der Bergbau- und Stahlindustrie zwangen zu zahlreichen Rationalisierungen, das letzte Bergwerk wurde 1995 geschlossen. Heute ist die Hokkaidō Tankō Kisen vorwiegend im Import von Kohle aus Russland tätig.

## Streckenübersicht
Das Streckennetz der Hokkaidō Tankō Tetsudō setzte sich aus folgenden Teilen späterer Linien zusammen:
- Hakodate-Hauptlinie von Minami-Otaru über Sapporo und Iwamizawa bis zur Sorachi-Brücke bei Takikawa
- Muroran-Hauptlinie von Iwamizawa über Oiwake und Tomakomai nach Muroran
- Sekishō-Linie von Oiwake nach Yūbari
- Temiya-Linie von Minami-Otaru nach Temiya (1985 stillgelegt)
- Horonai-Linie von Iwamizawa nach Horonai / Ikushumbetsu (1987 stillgelegt)
- Utashinai-Linie von Sunagawa nach Utashinai (1988 stillgelegt)